# Acacia jennerae
Acacia jennerae är en ärtväxtart som beskrevs av Joseph Henry Maiden. Acacia jennerae ingår i släktet akacior, och familjen ärtväxter. IUCN kategoriserar arten globalt som livskraftig. Inga underarter finns listade i Catalogue of Life.